# La catena di fuoco
La catena di fuoco (in lingua originale, Chainfire) è il nono volume della serie fantasy epico de La spada della verità, pubblicata da Fanucci, dello scrittore statunitense Terry Goodkind; è anche il quinto libro della saga uscito in volume unico anche in Italia. Nell'edizione economica è uscito col titolo La Spada della Verità - Volume 9.

## Trama
Richard è gravemente ferito, e Nicci lo cura utilizzando la magia detrattiva; al suo risveglio, comprende che è vivo per miracolo, ma che nessuno è a conoscenza dell'esistenza di sua moglie Kahlan, e le sue salvatrici credono si tratti di un'allucinazione causata dalla “guarigione speciale”. Lui non si dà per vinto, e continua a cercare le tracce di Kahlan, così si dirigono verso il pozzo di Agaden da Shota, che sa solo poche cose che lo possono aiutare ed in cambio pretende la restituzione della Spada della Verità al suo famiglio Samuel; Richard acconsente ed apprende della ”Catena di fuoco” e del ”profondo nulla”. Riceve anche un avvertimento di una bestia indistruttibile, che lo cerca poiché è stata creata con questo obiettivo da Jagang e le sue sorelle. Allora si dirigono al Mastio del mago, dove apprendono sia da Zedd che da Ann e Nathan che in alcuni libri stanno svanendo le pagine scritte e non si ricordano cosa ci fosse scritto; gli altri credono che Richard sia pazzo, ma intanto il lettore viene a sapere che Kahlan è stata rapita da quattro sorelle dell'oscurità “libere” da Jagang, che le hanno lanciato un incantesimo chiamato la Catena di Fuoco, che provoca la perdita della memoria, sua e degli altri sul fatto che lei sia mai esistita, e la usano per rubare le Scatole dell'Orden dal Giardino della Vita. Richard, Nicci e Cara viaggiano con la Slip fino al “grande nulla” e lì vengono accolti dai lanciatori di Sogni e da Jilian, una ragazza di quella gente. Mentre eliminano le truppe dell'Ordine trovano nella biblioteca un libro chiamato ”Catena di Fuoco”. Ritornano al Palazzo del Popolo, dove scoprono che le scatole sono state rubate e che hanno catturato una donna sospetta di nome Tovi; Richard che sa che la donna in realtà è una sorella dell'oscurità che gli aveva giurato fedeltà, la interroga personalmente e scopre il meccanismo della Catena di Fuoco e con la testimonianza di Tovi, che era stata attaccata da Samuel, il quale si era preso una scatola dell'Orden, riesce a convincere tutti dell'esistenza di sua moglie anche se non la ricordano.

## Personaggi
- Richard Rahl
- Kahlan Amnell
- Cara
- Berdine
- Nicci
- Zeddicus Zu'l Zorander
- Shota
- Samuel
- Priora Annalina
- Nathan Rahl
- Sorella Verna
- Jennsen Rahl
- Jillian
- Tovi

## Nona regola del mago
In questo volume si scopre la Nona Regola del Mago: 

## Edizioni
- Terry Goodkind, La Catena di Fuoco, traduzione di Nello Giugliano, I ed., Fanucci, 2006,  pp. 734, cap. 67.
- La spada della verità - Volume 9, Fanucci Tif Extra, 2 ed., 2011, Cap. 67, pp. 704